# Arena Națională
L'Arena Națională (in italiano: Arena Nazionale), noto anche come Stadionul Național, è un impianto sportivo che fa parte del complesso sportivo Lia Manoliu a Bucarest. La costruzione dello stadio è stata completata nel luglio 2011.
L'impianto ospita le partite della nazionale rumena, le finali della Coppa di Romania e della Supercoppa di Romania, nonché le partite casalinghe dell'FCSB. Lo stadio è classificato dall'UEFA nella Categoria 4, ovvero di ultima generazione.

## Storia

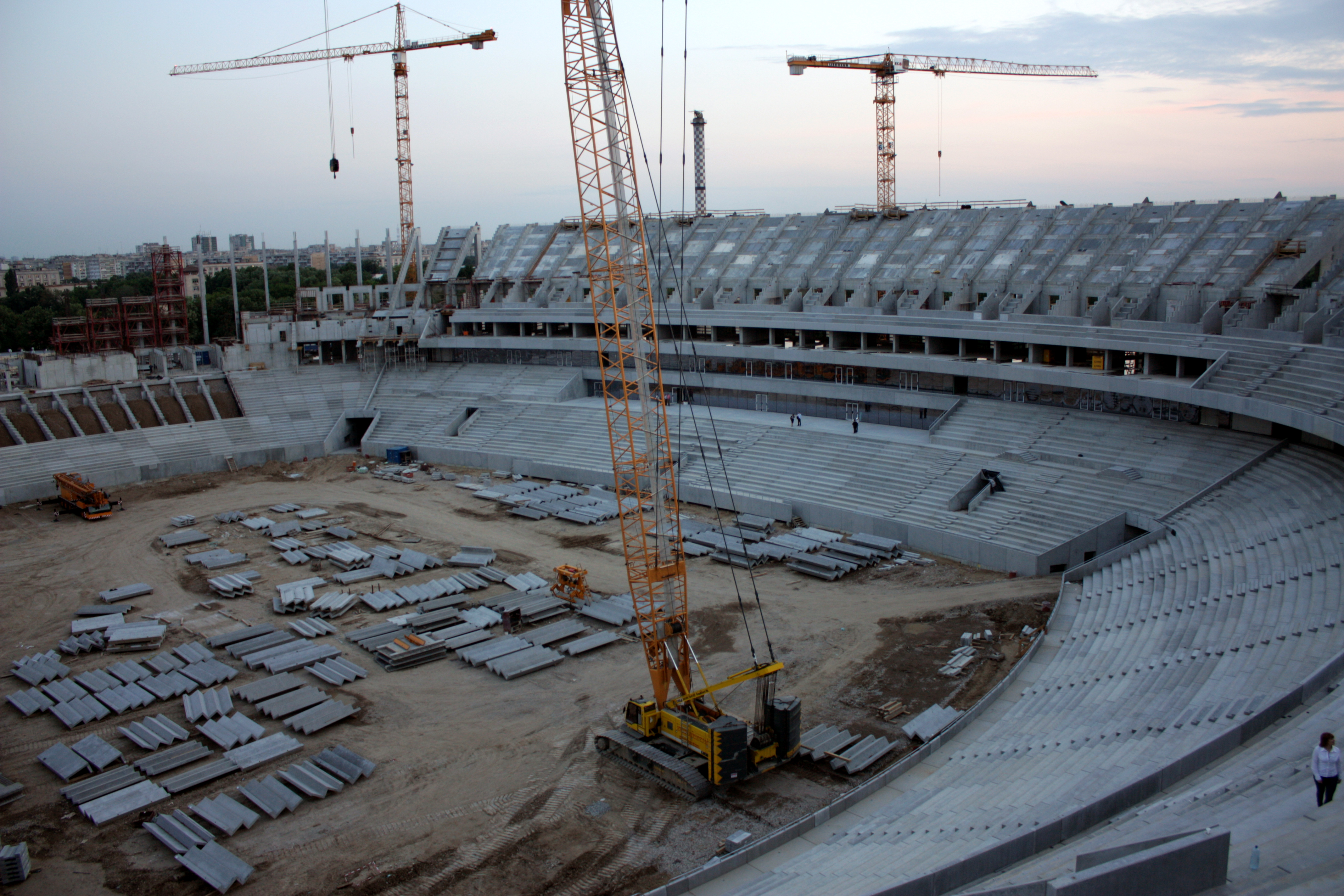
Lo stadio in costruzione nel 2010

Nell'ottobre 2005 fu presa la decisione di demolire e ricostruire completamente il vecchio stadio cittadino di Bucarest. Per circa un biennio, i fondi necessari all'opera furono insufficienti; in seguito, quando questi divennero disponibili, i lavori di demolizione del vecchio impianto poterono partire, iniziando il 18 dicembre 2007 e terminando il 20 febbraio 2008. La fase di costruzione del nuovo catino generò numerose controversie sui costi, col sindaco della capitale rumena che parlò di lavori in ritardo di 20 settimane rispetto alla data prevista di consegna (prevista per il maggio 2009); a ciò si aggiunse la scelta, a progetto in corso, di dotare lo stadio d'un tetto retraibile del valore di 20.000.000 di euro. La costruzione fu temporaneamente sospesa nel dicembre 2009 per via di condizioni atmosferiche avverse. Il 14 gennaio 2010 il completamento della struttura giunse al 60%, e si fissò come nuova data d'apertura il 31 dicembre 2011; nonostante i precedenti ritardi, l'impianto fu completato prima della data prestabilita.
Ad inaugurare lo stadio è stata la partita Romania-Francia (0-0), valevole per le qualificazioni a Euro 2012, tenutasi il 6 settembre 2011.
Il 9 maggio 2012 lo stadio ha ospitato la finale di UEFA Europa League 2011-2012, vinta dall'Atletico Madrid per 3-0 contro l'Athletic Bilbao.

## UEFA Euro 2020
| Data           | Ora   | Squadra #1 | Ris.          | Squadra #2         | Fase del torneo  | Spettatori |
| -------------- | ----- | ---------- | ------------- | ------------------ | ---------------- | ---------- |
| 13 giugno 2021 | 18:00 | Austria    | 3-1           | Macedonia del Nord | Gruppo C         | 9 082      |
| 17 giugno 2021 | 15:00 | Ucraina    | 2-1           | Macedonia del Nord | Gruppo C         | 10 001     |
| 21 giugno 2021 | 18:00 | Ucraina    | 0-1           | Austria            | Gruppo C         | 10 472     |
| 28 giugno 2021 | 21:00 | Francia    | 3-3 (4-5 dcr) | Svizzera           | Ottavi di finale | 22 642     |

## Strutture
Lo stadio ha una capienza di 55.634 posti con una possibile espansione fino a 63.000 posti. Sono disponibili 3.600 posti VIP e altri 126 dedicati alla stampa (con un possibile espansione fino a 548 posti). Lo stadio include anche un tetto retraibile che può essere aperto o chiuso in 15 minuti.

## Altri eventi
Nello stadio hanno avuto luogo vari concerti di numerosi artisti famosi, tra cui Red Hot Chili Peppers, Depeche Mode, Kings of Leon, Ed Sheeran, Metallica, Céline Dion e Michael Jackson.